# 第68届国际足联大会
第68届国际足联大会（英語：68th FIFA Congress）于2018年6月13日在俄罗斯莫斯科举行，早于2018年国际足联世界杯开幕。

## 2026年国际足联世界杯主办
这是自1966年以来国际足联世界杯主办国第一次在国际足联大会上进行选举。竞选过程原定于2015年开始，后定于2017年5月10日在马来西亚吉隆坡举行的国际足联大会指定主办国。2015年6月10日，国际足联宣布推迟2026年世界杯足球赛的竞选。但是，在国际足联理事会于2016年5月10日召开会议之后，他们宣布了新的竞选时间，新时间选为2020年5月的四个阶段中的最后一个。加拿大、墨西哥以及美国的联合竞选获得了134票，摩洛哥获得了65票，而弃权票来自伊朗，最后加拿大、墨西哥以及美国赢得了2026年国际足联世界杯主办权。
竞选:
- 加拿大 /  墨西哥 /  美国
- 摩洛哥

| 国家                   | 投票   | 投票 |
| 国家                   | 第一轮 |      |
| ---------------------- | ------ | ---- |
| 加拿大 / 墨西哥 / 美国 | 134    |      |
| 摩洛哥                 | 65     |      |
| 弃权                   | 1      |      |
| 总票数                 | 200    |      |